# Змија (сазвежђе)
Змија (лат. Serpens) једно је од 88 модерних и 48 оригиналних Птолемејевих сазвежђа. Јединствено је својом поделом на два дела, између којих се налази констелација Сазвежђа Змијоноша.

## Карактеристике
Серпенс је једино од 88 модерних сазвежђа које је подељено на два неповезана подручја на небу: Серпенс Капут (глава) и Серпенс Кауда (реп). Сазвежђе је такође необично по томе што зависи од другог сазвежђа за контекст; конкретно, држи га Serpent Bearer Ophiuchus.
Серпенс Капут се граничи са Вагом на југу, Девицом и Воларом на истоку, Северном круном на северу и Змијоношом и Херкулом на западу; Серпенс Кауда се граничи са Стрелцем на југу, Штитом и Орлом на истоку, те Змијоношом на северу и западу. Покривајући укупно 636,9 квадратних степени, заузима 23. место од 88 сазвежђа по величини. Појављује се на северном и јужном небу током лета на северној хемисфери. Његова главни астеризам се састоји од 11 звезда, а укупно 108 звезда је сјајније од магнитуде 6,5, што је традиционална граница видљивости голим оком.
Границе Серпенс Капута, које је белгијски астроном Ежен Делпорт поставио 1930. године, дефинисане су десетостраним полигоном, док су границе Серпенс Кауда дефинисане 22-страним полигоном. У екваторијалном координатном систему, ректасцензионе координате граница Серпенс Капута леже између 115h 10,4m  и 16h 22,5m , док су координате деклинације између 25,66° и −03,2°. Границе Серпенс Кауда леже између десних успона од 17h 16,9m  и 18h 58,3m  и деклинација 06,42° и −16,14°. Међународна астрономска унија (IAU) усвојила је трословну скраћеницу „Ser” за сазвежђе 1922. године.

## Својства

### Звезде

#### Главне звезде
Средиште сазвежђа Змије обележава његова најсјајнија звезда, Алфа Серпентис. Традиционално назван Унукалхај, то је црвени џин спектралног типа K2III који се налази на приближно 23 парсека удаљености са визуелном магнитудом од 2,630 ± 0,009, што значи да се лако може видети голим оком чак и у подручјима са значајним светлосним загађењем. Бледи пратилац је у орбити око звезде црвеног џина, иако то није видљиво голим оком. У близини Алфе налази се Ламбда Серпентис, звезда магнитуде 4,42 ± 0,05 која је прилично слична Сунцу, позиционирана само 12 парсека даље. Још један соларни аналог у Серпенсу је примарни Пси Серпентис, бинарна звезда која се налази мало даље на приближно 14 парсека.
Бета, Гама, и Јота Серпентис формирају особени троугласти облик који означава главу змије, при чему се Капа Серпентис (право име је Гудја) налази отприлике на пола пута између Гаме и Јоте. Најсјајнија од четири са привидном магнитудом од приближно 3,67, Бета Серпентис је бела звезда главног низа удаљена отприлике 160 парсека. Вероватно је да је оближња 10-магнитудна звезда физички повезана са Бетом, иако то није сигурно. Мира променљива Р Серпентис, смештена између Бета и Гама, видљива је голим оком у максималној величини 5. магнитуде, али, као што типично за Мира променљиве звезде, може да избледи до испод 4-те магнитуде. Сама Гама Серпентис је подџин типа Ф који се налази на удаљености од само 11 парсека и стога је прилично светао, магнитуде 3,84 ± 0,05. Познато је да звезда показује осцилације сличне Сунцу.
Делата Серпентис, који чини део тела змије између срца и главе, систем је више звезда позициониран на око 70 парсека од Земље. Састојећи се од четири звезде, систем има укупну привидну магнитуду од 3,79 гледано са Земље, иако две звезде, са привидном магнитудом од 3,80, пружају скоро сву светлост. Примарни, бели подџин је Делта Скути варијабалан са просечном привидном магнитудом 4,23. Позиционирана врло близу Делте, како на ноћном небу, тако и вероватно у стварном простору на процењеној удаљености од око 70 парсека, је баријумска звезда 16 Серпентис. Још једна значајна променљива звезда видљива голим оком је Хи Серпентис, Алфа² Канум Венатикорум променљива која се налази на пола пута између Делте и Бете која варира од средње јачине сјаја од 5,33 до 0,03 магнитуде у периоду од приближно 1,5 дана.
Две звезде у Серпенс Капуту које формирају део тела Змије испод срца су Епсилон и Ми Серпентис, обе треће-магнитудне звезде А-типа главне секвенце. Обе имају особено својство: Епсилон је Ам звезда, док је Ми бинарна. Незнатно северозападно од Ми налази се 36 Серпентис, још једна звезда главног низа А-типа. Ова звезда такође има посебност; то је бинарни систем у коме је примарна компонента звезда Ламбда Волопаса, што значи да има количине угљеника, азота и кисеоника сличне Сунчевим, док садржи врло мале количине елемената пика гвожђа. 25 Серпентис, позициониран неколико степени североисточно од Ми Серпентиса, је спектроскопски бинар који се састоји од врелог џина типа Б и звезде главног низа типа А. Примарна звезда је полако пулсирајућа Б звезда, због чега систем варира за 0,03 магнитуде.